# Ballidon
Ballidon – wieś w Anglii, w hrabstwie Derbyshire, w dystrykcie Derbyshire Dales. Leży 24 km na północny zachód od miasta Derby i 206 km na północny zachód od Londynu. Miejscowość liczy 79 mieszkańców.